# Kırançiftliği, Manisa
Kırançiftliği là một xã thuộc huyện Manisa, tỉnh Manisa, Thổ Nhĩ Kỳ. Dân số thời điểm năm 2011 là 76 người.